# دستکش بوکس

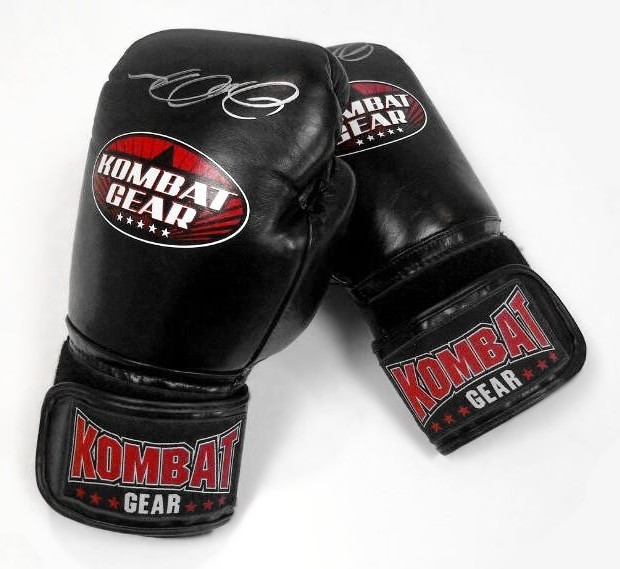
یک جفت دستکش

دستکش‌های بوکس نوعی دستکش‌های بالشتکی هستند که مبارزان در طول مسابقات و تمرینات بوکس بر دستان خود می‌پوشند. برخلاف «سلاح‌های مشت‌بار» (مانند سستوس باستانی) که به عنوان یک سلاح کشنده طراحی می‌شدند، دستکش‌های بوکس مدرن کشنده نیستند و برای محافظت از سر حریف و دست مبارز در طول مبارزه طراحی شده‌اند.

## تاریخچه

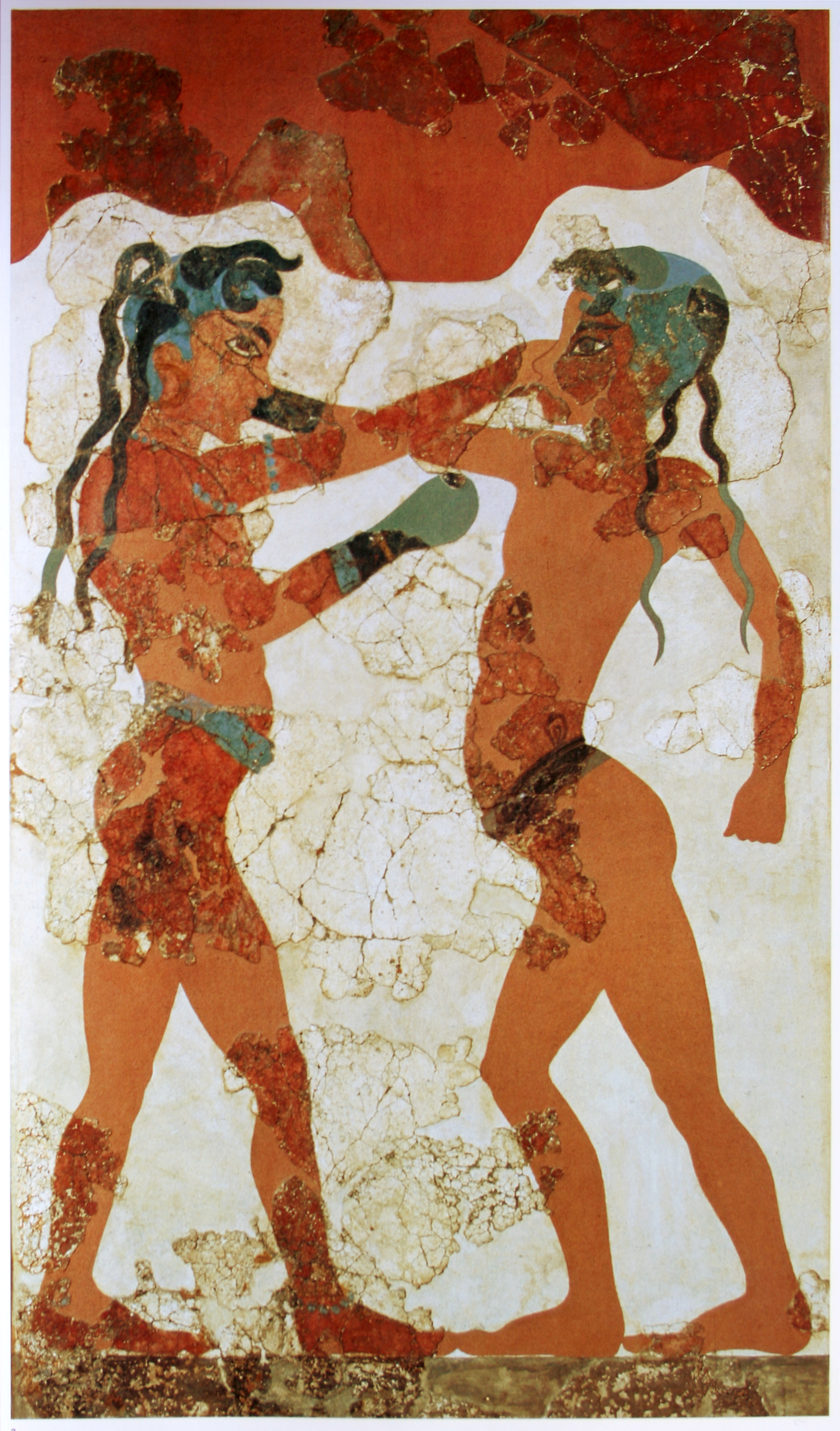
یکی از اولین شواهد وجود دستکش بوکس در نقاشی جوانان مینوسی بر دیواری در آکروتیری c. ۱۵۰۰ پ‌م

نقش‌های باستانی خاورمیانه و مصر از بوکس ح. ۲۰۰۰ پ‌م مسابقاتی را نشان می‌دهند که در آن، مبارزان بر مچ دست خود باند می‌بستند. تصویرهای اولیه از دستکش بوکس در کرت مینوسی نیز به ح. ۱۵۰۰ پ‌م بازمی‌گردد. استفاده از محافظ دست در مسابقات مبارزه‌ای که در قالب ورزش انجام می‌شود، از زمان یونان باستان شناخته شده است. با این حال، دستکش‌های آن دوران بسیار ابتدایی بوده و متفاوت از دستکش‌های بوکس مدرن هستند؛ همان گونه که خود ورزش نیز متفاوت بود. در یونان باستان، بستن نوارهای چرمی به دور دست‌ها برای محافظت رایج بود. در دوران روم، گلادیاتورها از سستوس بر دست‌هایشان می‌گذاشتند که در آن فلز به کار رفته بود تا آسیب بیشتری به رقیب وارد کند. قدیمی‌ترین نمونه باقی مانده از دستکش‌های بوکس مربوط به حدود سال ۱۲۰ پس از میلاد مسیح هستند که به شکل دو نوار چرمی نامنطبق است که از حفاری در قلعه رومی ویندولاندا به دست آمده است. خشونت عاملی بود که موجب شد این ورزش در سال ۳۹۳ پس از میلاد ممنوع اعلام شود.
بوکس در حدود قرن هفدهم میلادی در بریتانیا احیا شد. بسیاری از مسابقات با دست خالی و بدون قوانین استاندارد و تدوین یافته، انجام می‌شد تا اینکه جک بروتون قوانین بوکس معروف به قانون بروتون را در قرن هجدهم میلادی همگانی کرد و از آن پس، دستکش‌ها فقط برای اهداف تمرینی مورد استفاده قرار می‌گرفتند. با این حال، بسیاری از بوکسورها تا پیش از سال ۱۸۶۷ میلادی، یعنی زمانی که قوانین مارکز کوئینزبری دستکش گذاشتن را اجباری کرد، به اختیار خود دستکش به دست می‌کردند.
دستکش‌های بوکس مدرن در اواخر دههٔ ۱۸۹۰ میلادی پدید آمدند. بیش از صد سال مهندسی و آزمون و خطا توسط برخی از بزرگ‌ترین تولیدکنندگان لواز بوکس و برندهای معتبر ورزشی، به ایجاد تجهیزات ایمن و بادوام کمک کرده است. دستکش‌های بوکس مدرن شامل کف مشبک، نوار چسب، دوخت بر پایه چرم، بالشتک تعلیق و پد جدید برای بوکسور هستند. انجمن بین‌المللی بوکس طرح‌های جدید دستکش را با توجه به قوانین مربوط به وزن و میزان چرم، بالشتک و ساپورت مجاز تأیید می‌کند.

## ویژگی‌ها
دستکش‌های بوکس معمولاً با توری یا نوار چسب عرضه می‌شوند. در دستکش‌های نوار چسبی، این نوارها به عنوان روکش دست دوم عمل می‌کند که ثبات بیشتری به مچ دست می‌دهد. دستکش‌های بنددار راحت‌تر و ایمن‌تر هستند، اما برخلاف دستکش‌های نوار چسبی، برای بستن توری به کمک شخص دیگری نیاز است و معمولاً قبل از مسابقه با نوار بسته می‌شوند. دستکش‌های توری را می‌توان با استفاده از مبدل قلاب و حلقه به دستکش نوار چسبی تبدیل کرد.
سه نوع و جنس بالشتک که معمولاً در دستکش‌های بوکس استفاده می‌شود عبارتند از بالشتک موی اسب، پد فوم یا ترکیبی از این دو. در دستکش‌های پد فوم از فوم لاتکس و پی وی سی با ضربه‌گیر استفاده می‌شود. دستکش‌های بافته شده از موی اسب نسبت به دستکش‌های فوم‌دار دوام بیشتری دارند و سازگار با محیط زیست هستند، اما محافظت و ایمنی کمتری دارند.
در مسابقات بوکس آماتور، رنگ دستکش به دو رنگ قرمز یا آبی محدود است و برای دید بهتر داوران، خطوط سفیدرنگی نواحی امتیازی دستکش را متمایز می‌کند.
دستکش‌های بوکس روی نوارپیچ‌ها پوشیده می‌شوند که به تثبیت ناحیه مشت و مچ در برابر آسیب‌هایی مانند شکستگی متاکارپ پنجم بوکسور کمک می‌کند. روکش دست معمولاً از پنبه تهیه می‌شود و ۱۲۰ اینچ (۳٬۰۰۰ میلیمتر) یا ۱۷۰ اینچ (۴٬۳۰۰ میلیمتر) طول دارد.